# Plainfield (Nuevo Hampshire)
Plainfield es un pueblo ubicado en el condado de Sullivan en el estado estadounidense de Nuevo Hampshire. En el Censo de 2010 tenía una población de 2.364 habitantes y una densidad poblacional de 17,25 personas por km².

## Geografía
Plainfield se encuentra ubicado en las coordenadas 43°32′46″N 72°16′58″O / 43.54611, -72.28278. Según la Oficina del Censo de los Estados Unidos, Plainfield tiene una superficie total de 137.06 km², de la cual 135.12 km² corresponden a tierra firme y (1.41%) 1.94 km² es agua.

## Demografía
Según el censo de 2010, había 2.364 personas residiendo en Plainfield. La densidad de población era de 17,25 hab./km². De los 2.364 habitantes, Plainfield estaba compuesto por el 97.97% blancos, el 0.47% eran afroamericanos, el 0.08% eran amerindios, el 0.51% eran asiáticos, el 0% eran isleños del Pacífico, el 0.04% eran de otras razas y el 0.93% pertenecían a dos o más razas. Del total de la población el 1.14% eran hispanos o latinos de cualquier raza.